# (1) Ceres
Ceres (symbol: ) – planeta karłowata krążąca wewnątrz pasa planetoid między orbitami Marsa i Jowisza. Ma średnicę 939 km i jest największym z ciał krążących wewnątrz tego pasa. Została odkryta 1 stycznia 1801 przez włoskiego astronoma Giuseppe Piazziego. Początkowo była określana jako planeta, po kilkudziesięciu latach zaczęto nazywać ją planetoidą. W sierpniu 2006 roku wprowadzono termin planeta karłowata i Ceres została zaliczona do tej grupy obiektów.

## Odkrycie
W 1766 roku astronom Johann Daniel Titius z Wittenbergi zauważył pewną prawidłowość dotyczącą odległości kolejnych planet od Słońca. Jeśli zacząć od 0, potem użyć liczb 3, 6, 12, 24, 48 itd., podwajając za każdym razem, do wyniku dodać 4 i podzielić przez 10, otrzymuje się ciąg niemal dokładnie odpowiadający odległościom kolejnych planet od Słońca, wyrażonych w jednostkach astronomicznych. Ta prawidłowość, znana obecnie jako reguła Titiusa-Bodego, zgadzała się dla sześciu znanych wtedy planet: Merkurego, Wenus, Ziemi, Marsa, Jowisza i Saturna, pod warunkiem, że zostawiło się dodatkowe puste miejsce pomiędzy Marsem i Jowiszem. W 1768 roku astronom Johann Elert Bode zacytował tę regułę w swoim dziele Anleitung zur Kenntniss des gestirnten Himmels, nie podając jednak jej oryginalnego autora, co sprawiło, że przez długi czas była znana jako „prawo Bodego”. Kiedy William Herschel odkrył Urana w 1781 roku, okazało się, że znajduje się on prawie dokładnie w odległości przewidzianej przez tę regułę. To sprawiło, że astronomowie zaczęli poszukiwać planety pomiędzy Marsem a Jowiszem.
W 1800 roku Franz Xaver von Zach zaprosił 24 astronomów do nieformalnego klubu „Lilienthal Society”, którego celem miało być uporządkowanie wiedzy o Układzie Słonecznym. Klub ten był potem nazywany „Himmelspolizei” (Policją Nieba). Wśród jego członków znaleźli się William Herschel, Nevil Maskelyne, Charles Messier i Heinrich Wilhelm Olbers. Każdy z nich miał za zadanie obserwować 15° ekliptyki w poszukiwaniu brakującej planety. Korzystali oni z obserwatorium w Lilienthal, gdzie znajdował się największy wtedy teleskop w Europie.
Już kilka miesięcy później astronom nienależący do Policji Nieba dokonał oczekiwanego odkrycia. 1 stycznia 1801 roku Giuseppe Piazzi, główny astronom Uniwersytetu w Palermo na Sycylii, znalazł mały poruszający się obiekt w odległości dokładnie przewidzianej przez regułę Titusa-Bodego. Nazwał go Ceres Ferdinandae, na cześć Ceres, bogini upraw polowych i patronki Sycylii oraz ku czci swojego patrona Ferdynanda III Toskańskego. Piazzi początkowo myślał, że jest to kometa, ale brak komy sugerował, że jest to planeta.
W lutym tego samego roku, po tym, jak była obserwowana na przestrzeni około 9°, Ceres przestała być widoczna, niknąc w blasku Słońca. Obliczeniem jej trajektorii zajął się wtedy młody matematyk i astronom, 24-letni Carl Friedrich Gauss, który sprowadził zadanie do równania ósmego stopnia i rozwiązał je. Na podstawie jego obliczeń Ceres została ponownie zaobserwowana przez von Zacha i Wilhelma Olbersa. Parametry tej trajektorii pasowały do „brakującej planety”, wobec czego została ona oficjalnie uznana za ósmą (Neptuna jeszcze wtedy nie znano) planetę Układu Słonecznego. W 1802 roku Heinrich Olbers odkrył kolejny obiekt w tym samym obszarze i nazwał go Pallas. Do 1807 roku dalsze obserwacje pozwoliły wykryć dwa kolejne, nazwane Junona i Westa. Wojny napoleońskie wstrzymały dalsze odkrycia. Obserwatorium w Lilienthal zostało splądrowane, a większość wyników obserwacji utracona. Kolejny obiekt ((5) Astraea), został odkryty dopiero w 1845 roku. Gdy w coraz krótszych odstępach czasu zaczęto odkrywać kolejne obiekty, zaliczanie ich do planet stało się niewygodne. W latach 50. XIX wieku Alexander von Humboldt rozpowszechnił wymyśloną wcześniej przez Herschela nazwę asteroidy, która jest używana do dzisiaj w krajach anglosaskich.

## Orbita

Orbita Ceres

(1) Ceres porusza się wokół Słońca w środku głównego pasa planetoid, w średniej odległości 2,766 j.a. od Słońca. Najmniejsza odległość Ceres od Słońca (peryhelium) wynosi 2,55 j.a., największa zaś (aphelium) to 2,99 j.a. Okres orbitalny wynosi 4 lata i 219 dni. Orbita Ceres nachylona jest względem ekliptyki pod kątem 10,6°, mimośród zaś ma wartość 0,0794.
Planetoida ma parametry orbity podobne do rodziny planetoidy Gefion, nazywanej dawniej rodziną Ceres lub rodziną Minervy. Jednak zarówno Minerva, jak i Ceres różnią się właściwościami spektralnymi powierzchni od członków tej rodziny i są uznawane za „intruzów”: nie łączy ich wspólne pochodzenie.

## Właściwości fizyczne

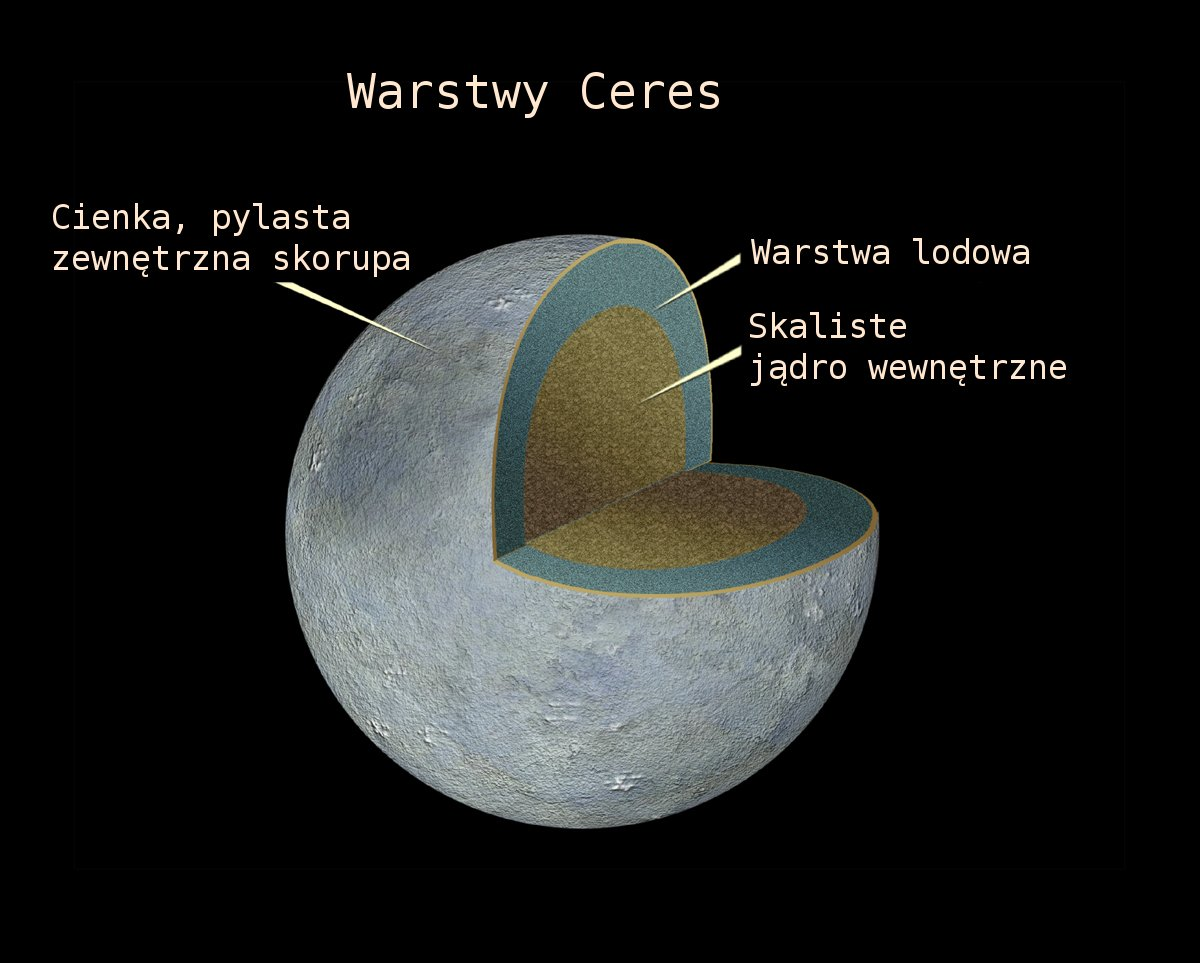
Wewnętrzna budowa Ceres

Z Ziemi Ceres najlepiej obserwować podczas jej opozycji, może ona wtedy osiągnąć względną jasność 6,7m. Można ją zatem dostrzec przez lornetkę.
Rozmiary Ceres to 964,4×964,2×891,8 km i wśród planetoid pasa głównego jest obiektem największym i najbardziej masywnym. Jej masa wynosi ok. 9,4×1020 kg i stanowi – jak się przypuszcza – 1/3 masy wszystkich obiektów z pasa planetoid. Wokół swej własnej osi obraca się w czasie 9 h 4 min. Średnia gęstość materii, z której jest zbudowana, szacowana jest na 2,162±0,008 g/cm³.
Powierzchnia Ceres ma ciemny odcień, pokryta jest materiałem bogatym w węgiel. Stąd jej albedo jest także bardzo małe – 0,09. Badania radarowe wykazały, że powierzchnię Ceres pokrywa drobnoziarnisty pył, zwany regolitem.
Obserwacje szczegółów na powierzchni tej planety karłowatej stały się możliwe dopiero po wyniesieniu na orbitę okołoziemską Kosmicznego Teleskopu Hubble’a, przez który dostrzeżono ciemną plamę (nazwaną „Piazzi” od nazwiska odkrywcy) o średnicy ok. 250 km. Dalsze obserwacje pozwoliły zidentyfikować pewną jasną formację o średnicy początkowo szacowanej na 400 km.
Dokładniejsze obserwacje powierzchni Ceres przeprowadziła w latach 2014–2018 sonda kosmiczna Dawn.

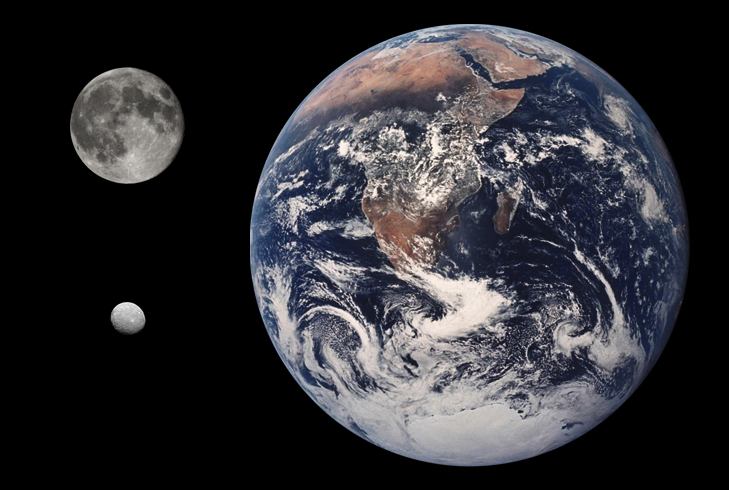
Porównanie wielkości Ziemi, Księżyca i Ceres (z lewej u dołu)

Wnętrze Ceres składa się z dużego skalnego jądra, ponad którym rozciąga się warstwa lodu wodnego i cienka skorupa zewnętrzna z lekkich minerałów. Podczas tworzenia się Układu Słonecznego Ceres przechodziła bogatą ewolucję, podczas której ciepło wydzielające się z jej wnętrza roztapiało lód i utworzyło wewnętrzny płaszcz z ciekłej wody, wypychając ją ku górze. Cięższe pierwiastki i minerały (np. krzem) wędrowały ku jądru. Jak się ocenia masa Ceres to od 17 do 27% masy całego pasa planetoid. Woda – jej ilość pięciokrotnie przewyższa ilość słodkiej wody na Ziemi.
Mimo swej „planetarnej budowy” – zdecydowanie innej niż w przypadku pozostałych planetoid – Ceres nie rozwinęła się do postaci pełnoprawnej planety. Prawdopodobnie przeszkadzały jej w tym ogromne siły grawitacyjne ze strony Jowisza i Marsa.

## Nowa definicja – planeta karłowata
24 sierpnia 2006 roku jeden z komitetów Międzynarodowej Unii Astronomicznej zaproponował, aby zmienić definicję „planety” – „za planetę uważa się ciało niebieskie o masie wystarczającej na to, aby pod wpływem własnej grawitacji przyjęło mniej więcej kulisty kształt, nie dzielące swojej orbity i jej bezpośredniego otoczenia z innymi ciałami jemu podobnymi oraz obiegające gwiazdę centralną, samo natomiast nie będące gwiazdą lub księżycem”. Stworzono również nowe określenie na małe obiekty – planety karłowate. Do tej kategorii ciał niebieskich (które nie są pełnoprawnymi planetami) została zaliczona (1) Ceres oraz (134340) Pluton, (136199) Eris, (136108) Haumea i (136472) Makemake.

## Badania Ceres

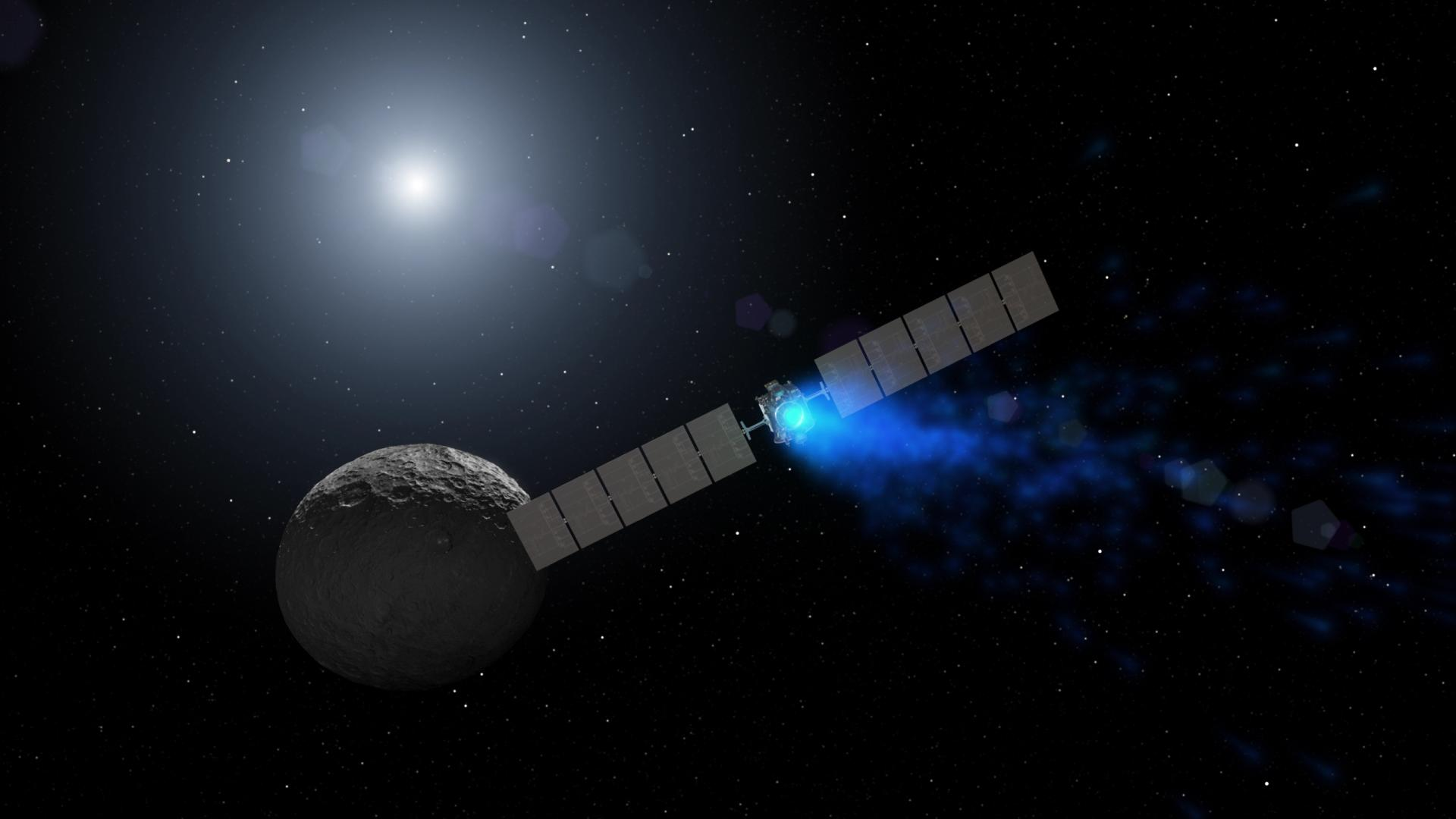
Artystyczna wizja sondy Dawn nad powierzchnią Ceres

Do końca 2014 roku bezpośrednie obserwacje Ceres prowadziła amerykańska sonda kosmiczna Dawn. Misja miała na celu zbadanie składu i struktury planety karłowatej, która najprawdopodobniej jest złożona z pierwotnej materii Układu Słonecznego o znaczącej zawartości wody. 6 marca 2015 roku sonda weszła na orbitę wokół Ceres i kontynuowała obserwacje aż do momentu wyczerpania zapasów paliwa 31 października 2018 roku. Oprócz typowych kraterów uderzeniowych zaobserwowano inne struktury, jak górę oraz szereg jasnych plam nazywanych facula (faculae). Faculae są zbudowane z jaśniejszej materii pokrywającej powierzchnię Ceres.